# Droid (fonte)
Droid é uma família de fontes desenvolvida pela Ascender Corporation para uso da plataforma Android, da Open Handset Alliance
É licenciada pela Apache License.

## Exemplos

Droid Serif
Droid Sans
Droid Sans Mono